# Let Me Love You (sång)
Let Me Love You är en låt på engelska framförd av Adrian Gaxha, Vrčak och Tamara Todevska. Med låten deltog de i Eurovision Song Contest 2008 och slutade på tionde plats i semifinalen med 64 poäng. Med resultatet skulle de egentligen ha tagit sig vidare till finalen som sista bidrag, men eftersom ländernas jurygrupper valde den sista finalisten missade de finalen då Charlotte Perrelli med "Hero" gick vidare.
På makedonska heter låten "Vo ime na ljubovta" (Во Име На Љубовта). Låten släpptes även i flera olika språkversioner. På albanska släpptes låten med titeln "Dashuri mistike" (mystisk kärlek) alternativt "Në emër të dashurisë" (i kärlekens namn), på serbiska "Tebe volim", på turkiska "Yoksun" och på ryska "Vo imja ljubvi".